# Aechmea depressa
Espèce
Classification phylogénétique
Aechmea depressa est une espèce de plantes de la famille des Bromeliaceae, endémique de la forêt atlantique (mata atlântica en portugais) au Brésil.

## Synonymes
- Chevaliera depressa (L.B.Sm.) L.B.Sm. & W.J.Kress[2].